# British Point
Der British Point (englisch, polnisch Przylądek Brytyjski ‚Britisches Kap‘) ist eine kleine Landspitze an der Südküste von King George Island in der Gruppe der Südlichen Shetlandinseln. Sie liegt im Südosten der Keller-Halbinsel am Nordufer der Admiralty Bay unmittelbar östlich der alten Base G des Falkland Islands Dependencies Survey und ragt in das Martel Inlet hinein.
Polnische Wissenschaftler benannten sie 1980.